# العلاقات الجنوب إفريقية الفنلندية
العلاقات الجنوب أفريقية الفنلندية هي العلاقات الثنائية التي تجمع بين جنوب أفريقيا وفنلندا.

## مقارنة بين البلدين
هذه مقارنة عامة ومرجعية للدولتين:
| وجه المقارنة                                              | جنوب أفريقيا | فنلندا                                                                               |
| --------------------------------------------------------- | --- | ------------------------------------------------------------------------------------ |
| المساحة (كم2)                                             | 1.22 مليون | 338.42 ألف                                                                           |
| عدد السكان (نسمة)                                         | 57.73 مليون | 5.52 مليون                                                                           |
| الكثافة السكانية (ن./كم²)                                 | 47.32 | 16.31                                                                                |
| العاصمة                                                   | بريتوريا، بلومفونتين، كيب تاون | هلسنكي                                                                               |
| اللغة الرسمية                                             | لغة إنجليزية، اللغة الأفريقانية، اللغة النديبلي الجنوبية، اللغة السوثو الشمالية، اللغة السوتية، لغة سوازي، اللغة التسونجا، اللغة التسوانية، اللغة الفيندية، اللغة الكوسية، اللغة الزولوية | اللغة الفنلندية، اللغة السويدية                                                      |
| العملة                                                    | راند جنوب أفريقي | يورو، ماركا فنلندية                                                                  |
| الناتج المحلي الإجمالي (بليون دولار)                      | 349.42 مليار | 251.88 مليار                                                                         |
| الناتج المحلي الإجمالي (تعادل القوة الشرائية) بليون دولار | 725.91 مليار | 231.84 مليار                                                                         |
| الناتج المحلي الإجمالي الاسمي للفرد دولار أمريكي          | 5.72 ألف | 42.31 ألف                                                                            |
| الناتج المحلي الإجمالي للفرد دولار أمريكي                 | 13.05 ألف | 40.68 ألف                                                                            |
| مؤشر التنمية البشرية                                      | 0.666 | 0.883                                                                                |
| رمز المكالمات الدولي                                      | +27 | +358                                                                                 |
| رمز الإنترنت                                              | .za | .fi                                                                                  |
| المنطقة الزمنية                                           | ت ع م+02:00، أفريقيا/جوهانسبرغ ‏ | ت ع م+02:00، ت ع م+03:00، أوروبا/هلسنكي ‏، توقيت شرق أوروبا، توقيت شرق أوروبا الصيفي ‏ |

## منظمات دولية مشتركة
يشترك البلدان في عضوية مجموعة من المنظمات الدولية، منها:
| علم المنظمة | اسم المنظمة                        | تاريخ انضمام جنوب أفريقيا | تاريخ انضمام فنلندا |
| ----------- | ---------------------------------- | ------------------------- | ------------------- |
|             | وكالة ضمان الاستثمار متعدد الأطراف | 10 مارس 1994              | 28 ديسمبر 1988      |
|             | الأمم المتحدة                      | 7 نوفمبر 1945             | 14 ديسمبر 1955      |
|             | الفريق المعني برصد الأرض           | ?                         | ?                   |
|             | منظمة حظر الأسلحة الكيميائية       | ?                         | ?                   |
|             | منظمة التجارة العالمية             | 1995                      | 1995                |
|             | منظمة الشرطة الجنائية الدولية      | ?                         | ?                   |
|             | البنك الإفريقي للتنمية             | ?                         | ?                   |
|             | مؤسسة التنمية الدولية              | 12 أكتوبر 1960            | 29 ديسمبر 1960      |
|             | نظام تحكم تكنولوجيا القذائف        | 1995                      | 1991                |
|             | يونسكو                             | 4 نوفمبر 1946             | 10 أكتوبر 1956      |
|             | الاتحاد البريدي العالمي            | ?                         | ?                   |
|             | البنك الدولي للإنشاء والتعمير      | 27 ديسمبر 1945            | 14 يناير 1948       |
|             | المنظمة الهيدروغرافية الدولية      | ?                         | ?                   |
|             | الاتحاد الدولي للاتصالات           | 1910                      | 1 سبتمبر 1920       |
|             | مؤسسة التمويل الدولية              | 3 أبريل 1957              | 20 يوليو 1956       |
|             | مجموعة الموردين النوويين           | ?                         | ?                   |

## أعلام
هذه قائمة لبعض الشخصيات التي تربطها علاقات بالبلدين:
- تشين فولر (لاعب كرة قدم، 8 مارس 1982[23] – )
- فرانتس كروغر (22 مايو 1975 – )

## وصلات خارجية
- موقع وزارة الخارجية الجنوب أفريقية
- موقع وزارة الخارجية الفنلندية